# Tolower
La función tolower convierte un Tipo de dato carácter a minúscula (A-Z a a-z).
En el lenguaje de programación C las variables del tipo Tipo de dato carácter(char) almacenan el código ASCII del carácter (deben de estar dentro del rango 0-255 o 00-FF en hexadecimal).
Simplemente lo que hace tolower() es sumarle 32 al número entero correspondiente al código ASCII del carácter.
/**Ejemplo**/
```
#include
 
<stdio.h>

#include
 
<ctype.h>
 // para tolower

#include
 
<conio.h>
 // UNICAMENTE EN BORLANDC++ Y TURBOC++ (NO ES ANSI C), permite usar getch()

int
 
main
()
 
{

    
char
 
letra
;

    
printf
(
"Ingrese Letra:
\n
"
);

    
fflush
(
 
stdin
 
);

    
scanf
(
 
"%c"
,
 
&
letra
 
);

    
letra
 
=
 
tolower
(
 
letra
 
);

    
printf
(
"
\n
Su letra es:%c"
,
letra
);

    
getch
();
 
// espera que se tipee un carácter

}

```

## Ejemplo en ANSI C
```
#include
 
<stdio.h>

#include
 
<ctype.h>
 // para tolower

#include
 
<stdlib.h>
 // UNICAMENTE EN GNU/LINUX - UNIX (SI ES ANSI C), permite usar read

int
 
main
()
 
{

    
char
 
letra
;

    
printf
(
"Ingrese Letra:
\n
"
);

    
fflush
(
 
stdin
 
);

    
scanf
(
 
"%c"
,
 
&
letra
 
);

    
letra
 
=
 
tolower
(
 
letra
 
);

    
printf
(
"
\n
Su letra es:%c"
,
letra
);

    
system
(
"read"
);
 
// espera que se tipee un carácter

}

```

En este caso si se ingresa la letra "A"(65 en ASCII), va a imprimir por pantalla "a"(97 en ASCII).